# Pöide
Pöide (em estoniano:  Pöide vald) é um município rural estoniano localizado na região de Saaremaa.